# Cúpula quadrada alongada
Em geometria, a cúpula quadrada alongada é um dos sólidos de Johnson (J19). Como o nome sugere, pode ser construída alongando-se uma cúpula quadrada (J4) ao juntar um prisma octagonal a sua base. O sólido pode ser visto como um rombicuboctaedro com seu "membro" (outra cúpula quadrada) removido.